# Bruce Gentry – Daredevil of the Skies
Bruce Gentry – Daredevil of the Skies ist ein 15-teiliges US-amerikanisches Serial, das auf dem Comic Bruce Gentry von Ray Bailey basiert, das von 1945 bis 1951 erschien. Das Serial ist die erste filmische Darstellung einer Fliegenden Untertasse. Die erste Episode wurde am 10. Februar 1949 aufgeführt.

## Handlung
Bruce Gentry ist ein Charterpilot, der eine Douglas DC-3 fliegt. Er ist einer mysteriösen Geheimwaffe auf der Spur, die von einem feindlichen Geheimagenten, The Recorder genannt, gesteuert wird. Dabei handelt es sich um eine ferngesteuerte Fliegende Untertasse, die sowohl gegen stationäre als auch bewegliche Ziele eingesetzt werden kann. Der Recorder übermittelt die Anweisungen an die Mitglieder seiner Bande nur mit Tonbandaufzeichnungen; wenn er persönlich erscheint, trägt er eine Maske.
Als Bruce Gentrys Freund Dr. Benson, ein berühmter Wissenschaftler, von dem Recorder entführt wird, wird Bruce von dem Industriellen Paul Radcliffe anheuert, um den Entführten aufzuspüren. Dr. Benson wurde offenbar entführt, um die Fliegende Untertasse, die der Recorder benutzt, technisch zu verbessern. Um die Untertasse mit Treibstoff zu versorgen, benötigt der Recorder das (fiktive) Mineral Platonite. Seine einzige Bezugsquelle ist das Bergwerk der Geschwister Juanita und Frank Farrell. Da die Produktion der Mine aber erschöpft ist, muss der Recorder auf Vorräte der amerikanischen Regierung zurückgreifen.
Nach intensiver Suche mit Hilfe von Juanita und Frank und nach zahlreichen Schlägereien und Verfolgungsjagden mit Bandenmitgliedern des Recorders findet Bruce schließlich heraus, dass Dr. Benson und der „Recorder“ identisch sind. Als die Bande mit der Flugscheibe den strategisch wichtigen Panamakanal angreifen will, gelingt es Bruce mit seiner DC-3, das Gerät durch einen Rammstoß abzufangen und zur Explosion zu bringen. Zwar wird auch sein Flugzeug zerstört, doch gelingt es ihm rechtzeitig, mit einem Fallschirm auszusteigen. Alle Bandenmitglieder und der Recorder werden durch eine Explosion im Hauptquartier der Gangster getötet.

## Episoden
1. The Mysterious Disc
2. The Mine of Menace
3. Fiery Furnace
4. Grande Crossing
5. Danger Trail
6. A Flight for Life
7. A Flying Disc
8. Fate Takes the Wheel
9. Hazardous Heights
10. Over the Falls
11. Gentry at Bay
12. Parachute of Peril
13. Menace of the Mesa
14. Bruce’s Strategy
15. The Final Disc

## Produktionsnotizen
Es handelt sich um eine Billigproduktion, die sich vor allem dadurch auszeichnet, dass die Flugscheibe per Zeichentrickfilm animiert und kein Modell verwendet wurde. Auch wurden zahlreiche unechte Cliffhanger benutzt, Aufnahmen von Schlägereien und Verfolgungsfahrten mehrfach montiert.

## Überlieferung
Ob noch eine Originalfassung existiert, ist unbekannt. Eine von classicmoviesdvd.com editierte DVD beruht vermutlich auf der Videofassung einer späteren Fernsehausstrahlung.